# Schrille Nächte in New York
Schrille Nächte in New York (The Velocity of Gary) ist eine US-amerikanische Filmkomödie aus dem Jahr 1998. Regie führte Dan Ireland, das Drehbuch schrieb James Still.

## Handlung
Gary kommt nach New York City, wo er gleich nach der Ankunft die Drag Queen Kid Joey rettet, der von einer Gruppe homophober Menschen angegriffen wird. Der Neuankömmling lernt später den männlichen Pornostar Valentino kennen. Die Freundschaft wird zu einer homosexuellen Beziehung. Valentino hat außerdem eine Beziehung zu Kellnerin Mary Carmen.
Valentino erkrankt an Aids und wird in ein Krankenhaus eingeliefert, wo er von Gary und von Mary Carmen besucht wird.

## Kritiken
Roger Ebert schrieb in der Chicago Sun-Times vom 30. Juli 1999, der Film beweise noch einmal, dass ungewöhnliche Menschen, die traditionelle Werte vertreten würden, weniger interessant seien, als gewöhnliche Menschen, die unkonventionelle Werte vertreten. Beim Sehen des Films habe man nicht das Gefühl, man sehe echte Personen einer realen Welt („there is never quite the feeling that these people occupy a real world“); ihr buntes Verhalten wirke wie Kostüme, unter denen sich Schauspieler verbergen, die nur Anweisungen gehorchen würden.
Stephen Holden schrieb in der New York Times vom 16. Juli 1999, die Handlung sei im „erotisch überhitzten Neverland“ angesiedelt. Die Dialoge seien „hoffnungslos ungeschickt“ und würden „szenisch“ wirken.
Das Lexikon des internationalen Films schrieb: „Gut besetzte Verfilmung eines gefeierten Theaterstücks, dessen Atmosphäre zwar überzeugt, dessen Aussage jedoch durch seine Dialoglastigkeit etwas verwässert wird. Ein Film für eine der Thematik ohnehin aufgeschlossene Randgruppe.“

## Hintergründe
Der Film wurde in New York City und in Los Angeles gedreht. Seine Produktionskosten betrugen schätzungsweise 4 Millionen US-Dollar. Die Weltpremiere fand am 22. September 1998 auf dem Toronto International Film Festival statt; am 2. April 1999 wurde der Film auf dem Buenos Aires International Festival of Independent Cinema gezeigt. Sein Kinostart in den USA folgte am 16. Juli 1999.